# Pantano Grande
Pantano Grande, amtlich portugiesisch Município de Pantano Grande, ist eine Gemeinde im brasilianischen Bundesstaat Rio Grande do Sul. Die Bevölkerung wurde zum 1. Juli 2021 auf 8995 Einwohner geschätzt, die Pantanenser genannt werden und auf einer Gemeindefläche von rund 841,2 km² leben. Sie ist Teil des Vale do Rio Pardo.

## Geographie
Angrenzende Gemeinden sind Rio Pardo, Encruzilhada do Sul, Butiá und Dom Feliciano.

### Vegetation
Das Biom ist Pampa.

## Geschichte
Nach einem Volksentscheid vom 20. September 1987 erhielt Pantano Grande mit Installation am 15. Dezember 1987 Stadtrechte und wurde aus Rio Pardo ausgegliedert.

## Religion
Der katholische Teil der Bevölkerung gehört zum Bistum Santa Cruz do Sul.